# Eulophia streptopetala
Eulophia streptopetala är en orkidéart som beskrevs av John Lindley. Eulophia streptopetala ingår i släktet Eulophia och familjen orkidéer.

## Underarter
Arten delas in i följande underarter:
- E. s. rueppelii
- E. s. stenophylla
- E. s. streptopetala

## Bildgalleri

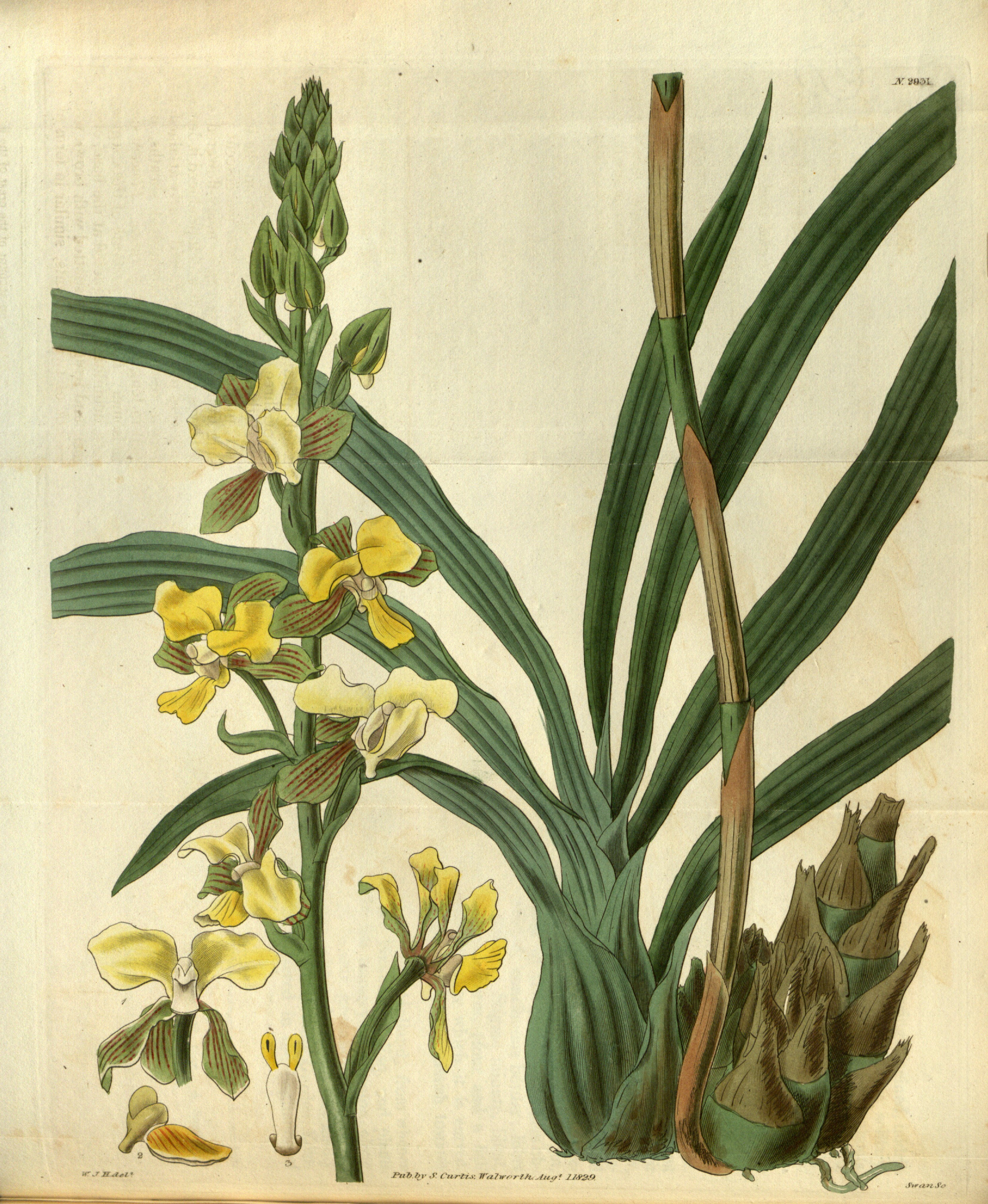
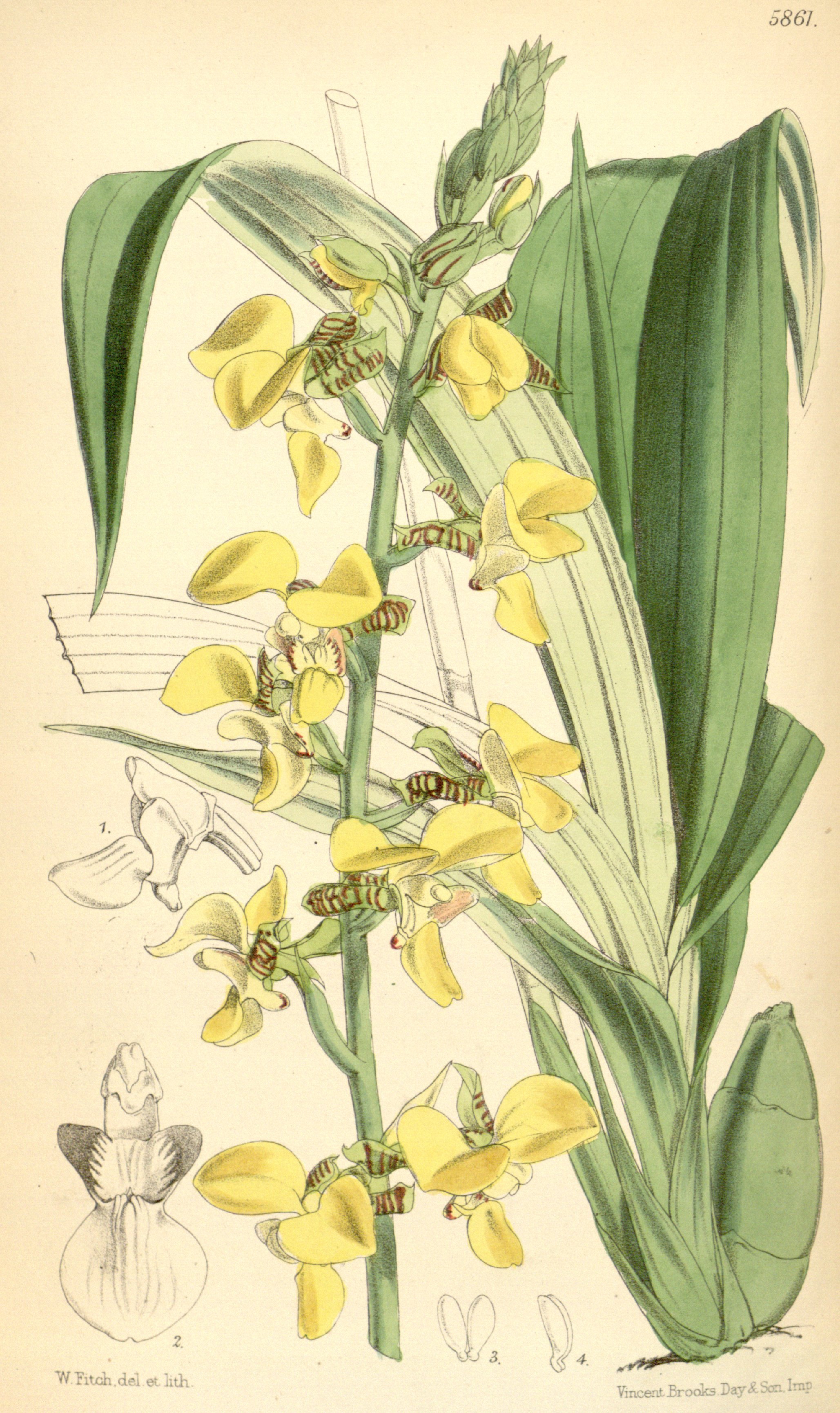
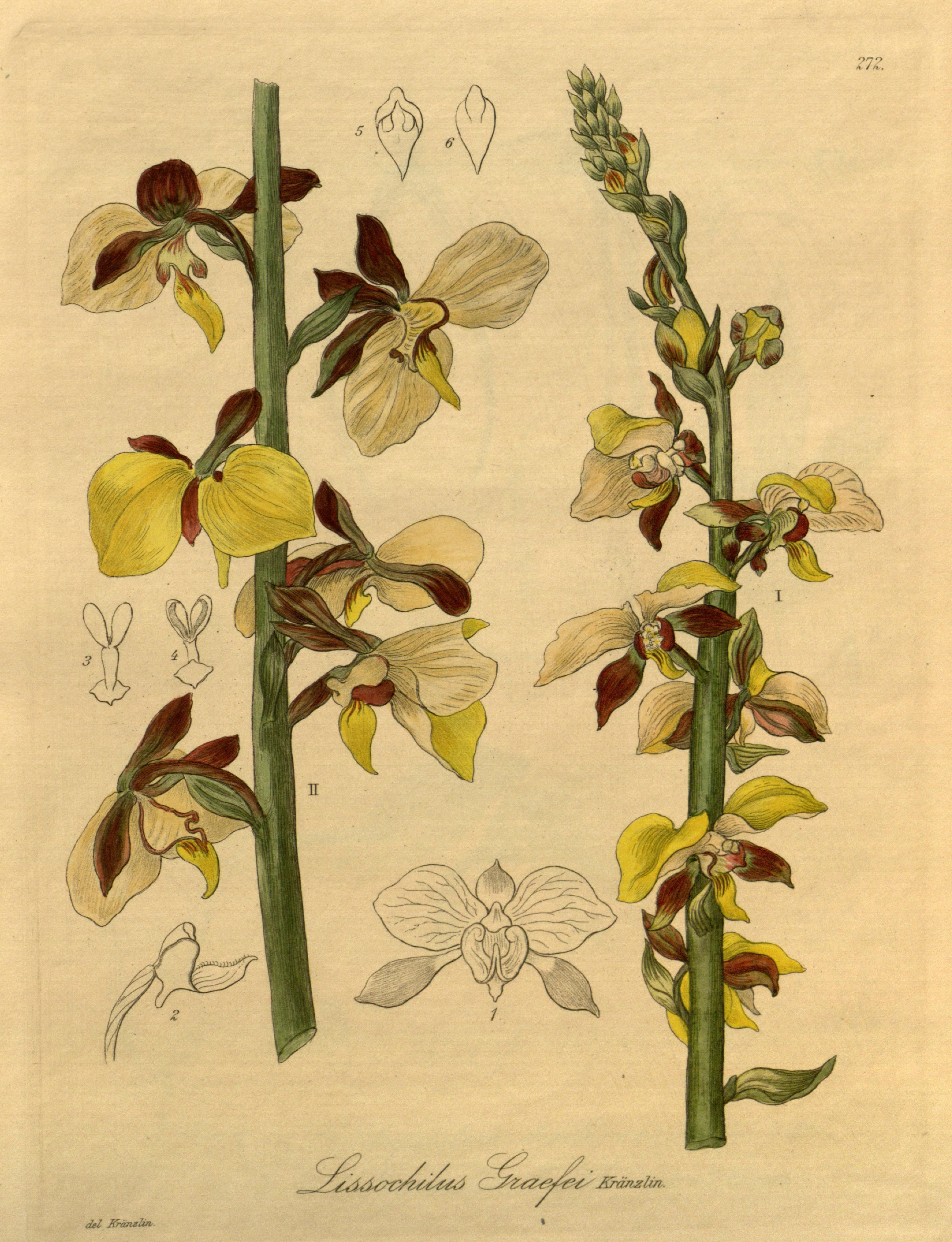
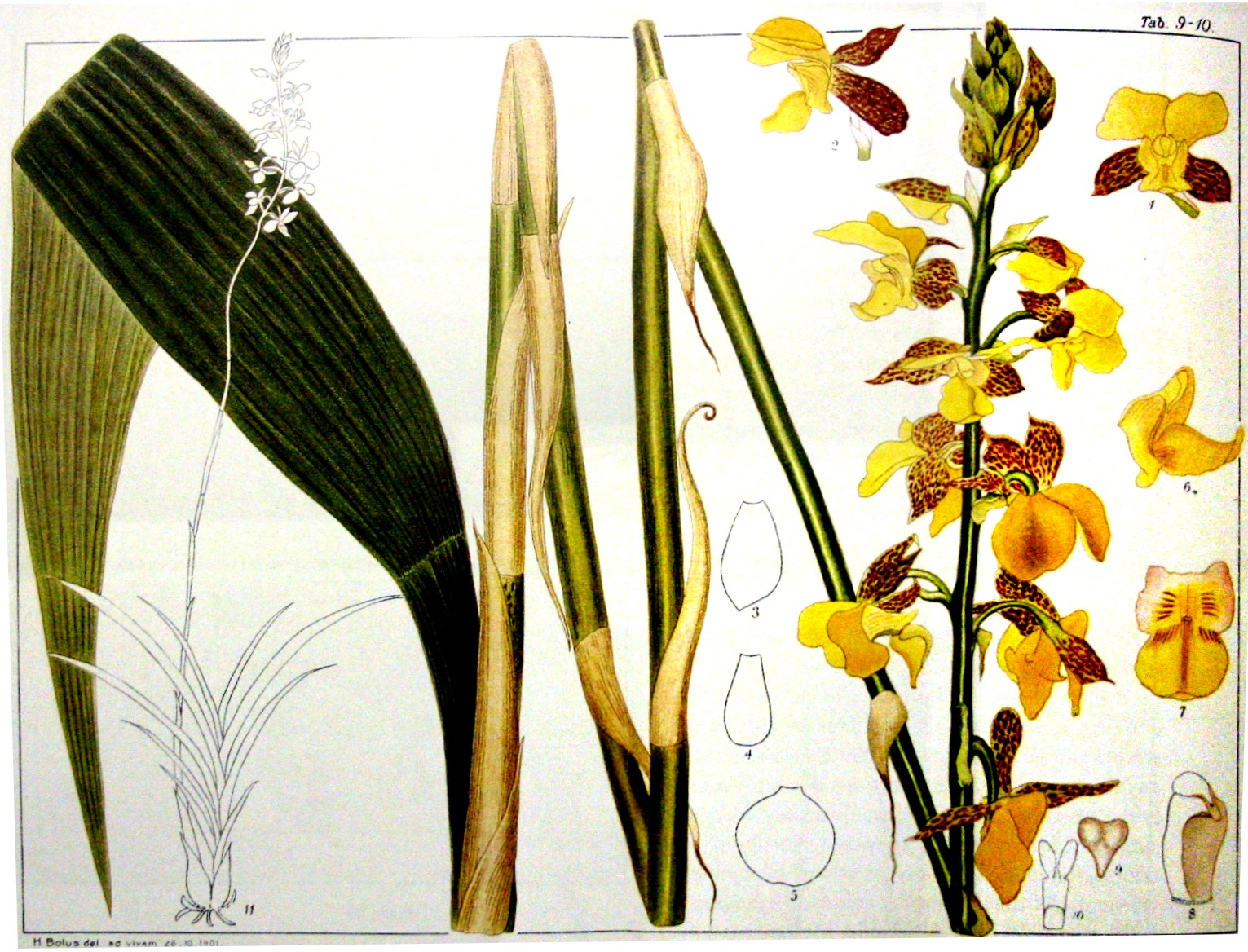